# Kuning
Kuning is een bestuurslaag in het regentschap Gayo Lues van de provincie Atjeh, Indonesië. Kuning telt 257 inwoners (volkstelling 2010).